# Nassogne
Nassogne är en kommun i Belgien.   Den ligger i provinsen Luxemburg och regionen Vallonien, i den sydöstra delen av landet, 110 km sydost om huvudstaden Bryssel. Antalet invånare är 5 169.
I omgivningarna runt Nassogne växer i huvudsak blandskog. Runt Nassogne är det ganska glesbefolkat, med 26 invånare per kvadratkilometer.